# Rainer Ulrich
Rainer Ulrich (Mannheim; 4 de junio de 1949–9 de enero de 2023) fue un futbolista y entrenador de fútbol alemán que jugaba en la posición de defensa.

## Trayectoria
Rainer Ulrich comenzó su carrera en el VfR Mannheim, con el que también jugó en la Regional liga Süd hasta 1971. Como defensa, jugó de 1971 a 1975 con el Karlsruher SC en la liga regional y la segunda Bundesliga, después de la promoción, jugó para el KSC de 1975 a 1977 y de 1980 a 1983 en 121 partidos de la Bundesliga en el campo. Tras una lesión que sufrió poco antes de finalizar la temporada 1981/82, dejó de ser utilizado y puso fin a su carrera en activo como deportista discapacitado. Ulrich fue un representante del Vorstopper típico de la década de 1970 con un estilo de juego "rústico" y pocas incursiones en la ofensiva.

### Entrenador
Como entrenador trabajó para los aficionados de Karlsruher SC , en SSV Ulm 1846 (1994/95) y los aficionados del FC Bayern Múnich (1995-1998). Del 26 de agosto de 1998 al 15 de octubre de 1999, Rainer Ulrich fue el entrenador de los profesionales de KSC, luego de lo cual fue reemplazado por Joachim Löw. Su predecesor en KSC fue Jörg Berger. Luego entrenó varias veces al VfR Mannheim (2001 a 2002, 2005 y 2005 a 2006) y al 1. FC Schweinfurt 05 .
En la temporada 2006/07, Ulrich trabajó inicialmente como entrenador en jefe en el club FC Nöttingen de Baden Oberliga, desde enero de 2007 en el SC Fürstenfeldbruck ( Bayernliga ). Desde el 19 de abril de 2007, Ulrich volvió a trabajar brevemente como entrenador en el VfR Mannheim, entre julio de 2007 y junio de 2009 fue visor en el Karlsruher SC. Desde la temporada 2009/10, Ulrich estuvo bajo contrato con el FC Bayern Múnich, donde trabajó como entrenador asistente del segundo equipo y en ocasiones, ayudó como entrenador interino. En el verano de 2018 sustituyó a Tim Walter, que trabajó como entrenador del segundo equipo en la temporada 2017/18, al club de segunda división Holstein Kiel. Para la temporada 2019/20 siguió a Walter como entrenador asistente del VfB Stuttgart.
Su mayor éxito como jugador fue el 10.º puesto con el KSC en la Bundesliga en 1980/81, como entrenador alcanzó el 5.º puesto con el KSC en la segunda división en la temporada 1998/99.

## Clubes

### Jugador
| Periodo   | Club          |
| --------- | ------------- |
| 1968–1971 | VfR Mannheim  |
| 1971–1983 | Karlsruher SC |

### Entrenador
| Periodo   | Club                 |
| --------- | -------------------- |
| 1985      | Karlsruher SC II     |
| 1994–1995 | SSV Ulm 1846         |
| 1995–1998 | FC Bayern Múnich II  |
| 1998–1999 | Karlsruher SC        |
| 2001–2002 | VfR Mannheim.        |
| 2004–2005 | 1. FC Schweinfurt 05 |
| 2005–2006 | VfR Mannheim         |
| 2006–2007 | FC Nöttingen         |
| 2007      | SC Fürstenfeldbruck  |
| 2007      | VfR Mannheim         |
| 2011      | FC Bayern Múnich II  |

## Récord como entrenador
| Equipo               | Desde     | Hasta      | Récord | Récord | Récord | Récord | Récord | Récord | Récord | Récord | Récord        |
| Equipo               | Desde     | Hasta      | J      | G      | E      | P      | GF     | GC     | GD     | Win %  | Ref.          |
| -------------------- | --------- | ---------- | ------ | ------ | ------ | ------ | ------ | ------ | ------ | ------ | ------------- |
| Karlsruher SC        | 26-4-1986 | 30-6-1986  | 4      | 1      | 1      | 2      | 5      | 7      | -2     | 25     | [ 4 ]         |
| SSV Ulm 1846         | 1-7-1994  | 30-6-1995  | 36     | 21     | 5      | 10     | 70     | 46     | +24    | 58,33  | [ 7 ]         |
| Bayern Múnich II     | 1-7-1995  | 30-6-1998  | 101    | 36     | 24     | 41     | 128    | 144    | -16    | 35,64  | [ 23 ] [ 24 ] |
| Karlsruher SC        | 26-8-1998 | 15-10-1999 | 38     | 18     | 9      | 11     | 65     | 48     | +17    | 47,37  | [ 25 ] [ 26 ] |
| VfR Mannheim         | 8-3-2001  | 18-3-2002  | 47     | 15     | 17     | 15     | 61     | 60     | +1     | 31,91  | [ 11 ] [ 27 ] |
| 1. FC Schweinfurt 05 | 19-7-2004 | 7-2-2005   | 0      | 0      | 0      | 0      | 0      | 0      | 0      | 0      | [ 13 ]        |
| VfR Mannheim         | 7-2-2005  | 27-5-2006  | 54     | 17     | 15     | 22     | 59     | 68     | -9     | 31,48  | [ 16 ] [ 28 ] |
| FC Nöttingen         | 27-5-2006 | 4-1-2007   | 18     | 5      | 3      | 10     | 22     | 28     | -6     | 27,78  | [ 29 ]        |
| SC Fürstenfeldbruck  | 15-1-2007 | 17-4-2007  | 10     | 1      | 3      | 6      | 13     | 27     | -14    | 10     | [ 30 ]        |
| VfR Mannheim         | 17-4-2007 | 1-6-2007   | 7      | 3      | 1      | 3      | 8      | 10     | -2     | 42,86  | [ 31 ]        |
| Bayern Múnich II     | 12-4-2011 | 9-6-2011   | 6      | 2      | 1      | 3      | 7      | 5      | +2     | 33,33  | [ 32 ]        |
| Total                | Total     | Total      | 321    | 119    | 79     | 123    | 446    | 443    | +3     | 30,7   | —             |